# 1700
| 1700                       |
| -------------------------- |
| Dødsfald - Fødsler         |
| • Begivenheder • Videnskab |

| Gregoriansk kalender | 1700 MDCC               |
| Ab urbe condita      | 2453                    |
| Armensk kalender     | 1149 ԹՎ ՌՃԽԹ            |
| Kinesiske kalender   | 4396 – 4397 己卯 – 庚辰 |
| Etiopisk kalender    | 1692 – 1693             |
| Jødisk kalender      | 5460 – 5461             |
| Hindukalendere       |                         |
| - Vikram Samvat      | 1755 – 1756             |
| - Shaka Samvat       | 1622 – 1623             |
| - Kali Yuga          | 4801 – 4802             |
| Iransk kalender      | 1078 – 1079             |
| Islamisk kalender    | 1112 – 1113             |

Konge i Danmark: Frederik 4. 1699-1730. Danmark i krig: 1700-1721 Den store nordiske krig
Se også 1700 (tal)

## Begivenheder

### Januar
- 1. januar - Rusland udskifter den byzantinske kalender med den julianske kalender
- 1. januar - den protestantiske del af Vesteuropa (med undtagelse af England) begynder at anvende den gregorianske kalender
- 26. januar – Cascadia-jordskælvet udløser en tsunami der rammer Japan

### Februar
- 12. februar – Den store nordiske krig indledes med en fælles invasion af svenske terriorier i Tyskland og Letland af Danmark og Polen/Sachsen. Sverige har kontrol over Østersøen og terriotorier, der inkluderer Finland, Estland, Letland og dele af Nordtyskland. En alliance mellem den danske kong Frederik 4., Ruslands zar Peter den Store og kurfyrste af Sachsen og konge af Polen August 2. formes for at udfordre den svenske konge, Karl 12.
- 18. februar – Protestantiske Danmark-Norge og Tyskland overgår fra den julianske til den gregorianske kalender; Dagene frem til 1. marts springes over for at få orden i tidsregningen. Mange føler sig snydt for de manglende dage

### Marts
- 1. marts - Danmark indfører den gregorianske kalender, og går fra den julianske kalenders 18. februar direkte til 1. marts

### April
- 15. april – Kroningen af Frederik 4. finder sted på Frederiksborg Slot i Hillerød

### Juli
- 11. juli – Det Preussiske Videnskabsakademi bliver grundlagt i Berlin. Gottfried Wilhelm Leibniz er dens første præsident.
- 13. juli - Ved Konstantinopeltraktaten afsluttes Den russisk-tyrkiske krig (1686-1700) og Rusland kan indtræde i Den Store Nordiske Krig.
- 24. juli – Den Store Nordiske Krig: Den svenske konge, Karl 12., går til modangreb på Danmark og invaderer Sjælland med hjælp fra en engelsk-hollandske flåde. Angrebet kommer bag på den danske konge, Frederik 4.

### August
- 4. august - svenske tropper under ledelse af kong Karl 12. går i land ved Humlebæk, hvor de opretter et brohoved. København forbereder sig på belejring

- 18. august – Freden i Traventhal underskrives efter den svenske invasion af Sjælland. På samme tid kaster den russiske zar og den polske konge sig ind i krigen mod Sverige

### September
- 27. september – Pave Innocens 12. dør 85 år gammel efter mere end 9 år som pave

### November
- 1. november – Karl 2. af Spanien dør i en alder af 38, sindssyg og uden arvinger, på borgen Real Alcázar i Madrid som den sidste habsburgske konge af Spanien.
- 15. november – Ludvig 14. af Frankrig kræver den spanske krone på sit barnebarns vegne. Udnævnelsen af Filip 5. af Spanien foranleder den spanske arvefølgekrig.
- 30. november – Den store nordiske krig: Sveriges Karl 12. leder sin 8.000 mand store hær fra Danmark til Estland mod den enorme, russiske hær i Slaget ved Narva

### December
- 8. december – Den formelle indsættelse af Pave Clemens 11. finder sted i Rom.

## Født
- 23. januar – Johan Christian Josef, pfalzgreve af Pfalz-Sulzbach (d. 1733)
- 2. februar – Johann Christoph Gottsched, tysk forfatter og filosof (d. 1790)
- 8. februar – Daniel Bernoulli, schweizisk matematiker (d. 1782)
- 3. marts – Charles-Joseph Natorie, fransk maler (d. 1777)
- 13. marts – Michel Blavet, fransk fløjtevirtuos (d. 1768)
- 29. april – Carl Frederik af Slesvig-Holsten-Gottorp (d. 1739)
- 12 maj – Luigi Vanvitelli, italiensk arkitekt og ingeniør (d. 1773)
- 3. juni - Karen Huitfeldt (født Wrenskiold), dansk-norsk adelsdame og var dronning Juliane Maries overhofmesterinde (d. 1778)
- 26. maj – Nikolaus Ludwig von Zinzendorf, tysk greve, embedsmand og teolog (d. 1760)
- 27. august – Carl Hårleman, svensk arkitekt og hovedansvarlig for færdiggørelsen af Stockholm Slot (d. 1753)
- 30. august – Christian August von Eyben, tysk jurist og domdekan i fyrstbispedømmet Lübeck (d. 1785)
- 20. september – Viktor 2. Frederik, fyrste af Anhalt-Bernburg (d. 1765)
- 30. september – Stanisław Konarski, polsk pædagog, uddannelsesreformator og forfatter (d. 1773)
- 28. november – Sophie Magdalene af Brandenburg-Kulmbach, dansk dronning (d. 1770)
- 8. december – Jeremias Friedrich Reuß, tysk teolog og professor (d. 1777)
- 25. december – Leopold 2., fyrste af Anhalt-Dessau (d. 1751)

## Dødsfald
- 26. marts – Heinrich Meibom (den yngre), tysk anatom og professor i medicin (f. 1638)
- 1. maj – John Dryden, engelsk poet, oversætter og skuespilsforfatter (f. 1631)
- 23. maj – Jens Juel, dansk diplomat og godsejer og ridder af Elefantordenen (f. 1631)
- 28. maj – Jan Six, hollandsk kunstsamler, mæcen og forfatter (f. 1618)
- 29. juni – Olaus Swebilius, svensk biskop (f. 1624)
- 15. september – André Le Nôtre, fransk landskabsarkitekt og gartner for Versailles slotspark (f. 1613)
- 27. september – Pave Innocens 12. (f. 1615)
- 6. november – Karl 2. af Spanien, den sidste habsburgske konge over Spanien (f. 1661)

### Dato ukendt
- Caius Gabriel Cibber, dansk billedhugger der primært arbejdede fra England (f. 1630).
- Louis Jolliet, fransk-canadisk udforsker og kendt for sine opdagelser i Nordamerika (f. 1645)